# Tlaloc
Tlaloc, Tlalok (nah. „ten, który powoduje rośnięcie”, „ten, który jest zrobiony z ziemi”, „ten, który jest ucieleśnieniem ziemi”) – bóg deszczu i pioruna. Wierzono, iż był Słońcem Ognia (Nahui Quiahuitl) w trzeciej epoce świata. Jeden z najstarszych i najważniejszych bogów Mezoameryki. 

## Charakterystyka
Wiara w niego rozpowszechniła się m.in. dzięki wpływom tolteckim. Był panem symbolem życia. Dzięki Tlalocowi wzrastała roślinność. Jego pomocnikami byli tlalocy (tlaloque) – bóstwa deszczu, jego synowie lub bracia. Jak wierzono, używali oni czterech rodzajów naczyń – woda z jednego powodowała deszcz, z innego suszę itd. gdy naczynia te pękały, rozlegał się grzmot.
Według wierzeń Olmeków małżonką Tlaloca była Chalchihuitlicue – „Ta w Spódnicy z Jadeitu”, bogini wody i płodności, która była boginią wód powierzchniowych.
Odpowiednikami Tlaloca w innych kulturach regionu Mezoameryki byli: Tajín u Totonaków, główne bóstwo Zapoteków – Cocijo, u Mixteków – Dzahui oraz Chac u Majów. Bogato zdobione wyobrażenia Tlaloca i Tlalocanu znaleziono także podczas prac archeologicznych na terenie prekolumbijskiego miasta Teotihuacán, oraz w byłym kompleksie świątynnym Azteków tzw. Templo Mayor.
Tlaloc był bardzo ważny w religii Teotihuacán, gdzie oprócz swych funkcji związanych z wodą i urodzajem, pełnił też rolę boga wojny.
Tlaloc miał władzę nad wszystkimi wodami (deszczem, rzekami, jeziorami). Kojarzono go także z licznymi, związanymi z wodą, zjawiskami przyrodniczymi np. wiry wodne, odmęty, występujące w czasie deszczu pioruny, a także z muszlami, koralowcami i żabami. Przedstawiany był w masce z pierścieniami wokół oczu i kłami, w ręku trzymał błyskawicę. Kolorem Tlaloca był niebieski. Składano mu także ofiary z ludzi, były to głównie chore niemowlęta, które kojarzono w wierzeniach Azteków z boskimi pomocnikami tlaloque poprzez fizyczne podobieństwo (mimo ich boskiego statusu, uważano iż tlaloque mieli ciała niedużych rozmiarów).
Ludzie, których śmierć miała związek z wodą, trafiali do Tlalocanu, jego raju, który znajdował się pod ziemią.
W sztuce Azteków często przedstawiano wizerunek Tlaloca na polichromowanych dzbanach, którymi według legend jego pomocnicy tlaloque podlewali ziemię podczas deszczu. Niekiedy, aby ukazać związek wody z ziemią, przedstawiany był razem z bóstwem Tlaltecuhtli, z którego ciała Quetzalcoatl i Tezcatlipoca mieli niegdyś stworzyć niebo i ziemię (w tym także zbiorniki wodne i rzeki).
Kalendarzowy bóg 7 dnia miesiąca (Mazatl), mąż Xochiquetzal, a później Chalchiuhtlicue.

## Galeria

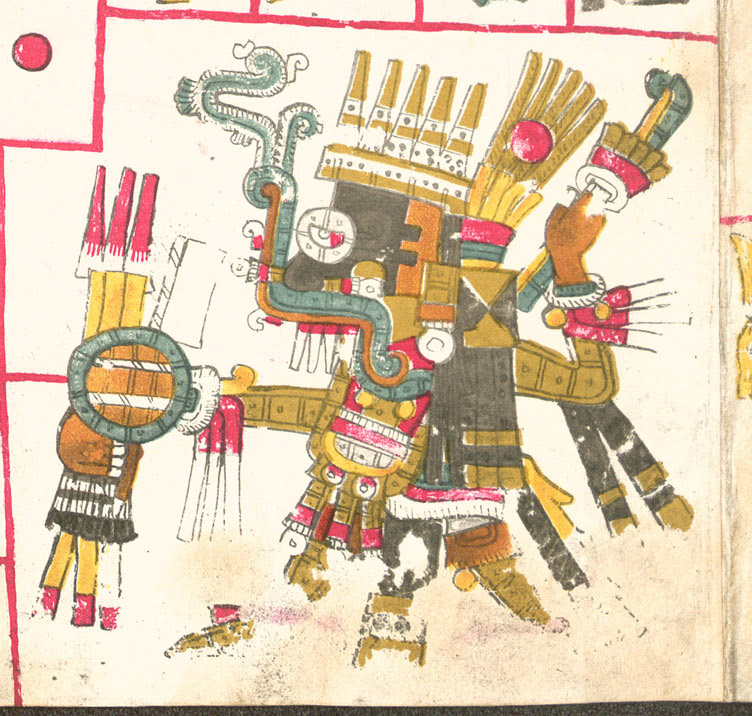
Tlaloc – Kodeks Borgia
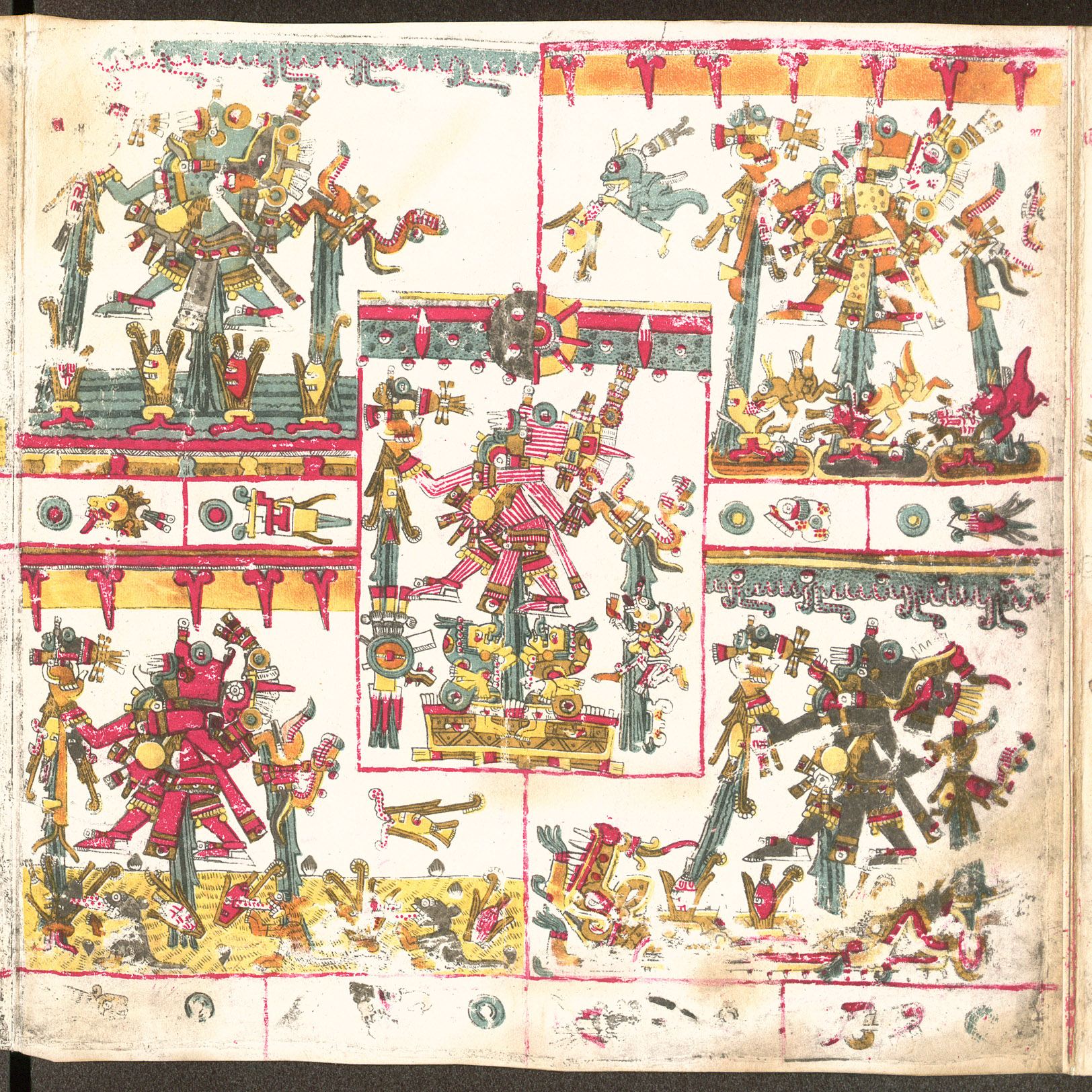
Tlaloc – Kodeks Borgia, strona 27
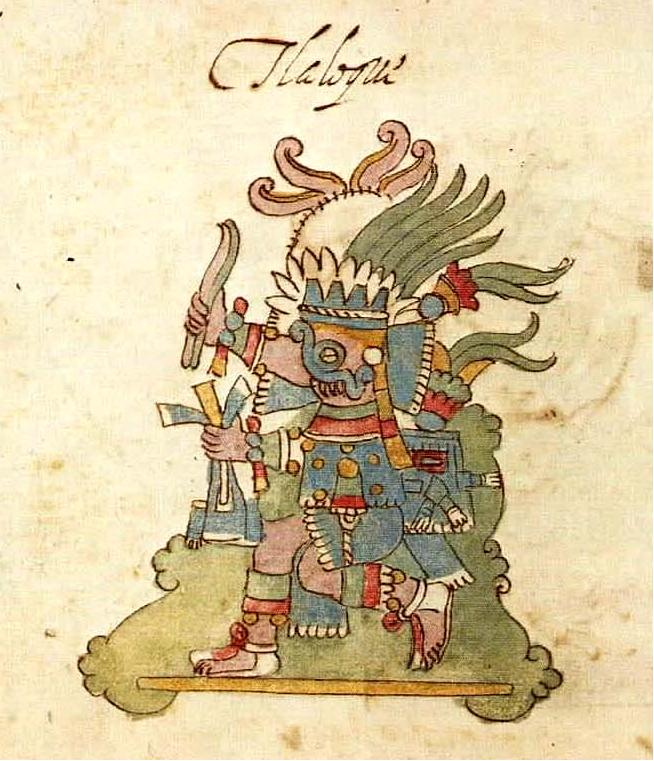
Tlaloc – Kodeks Rios
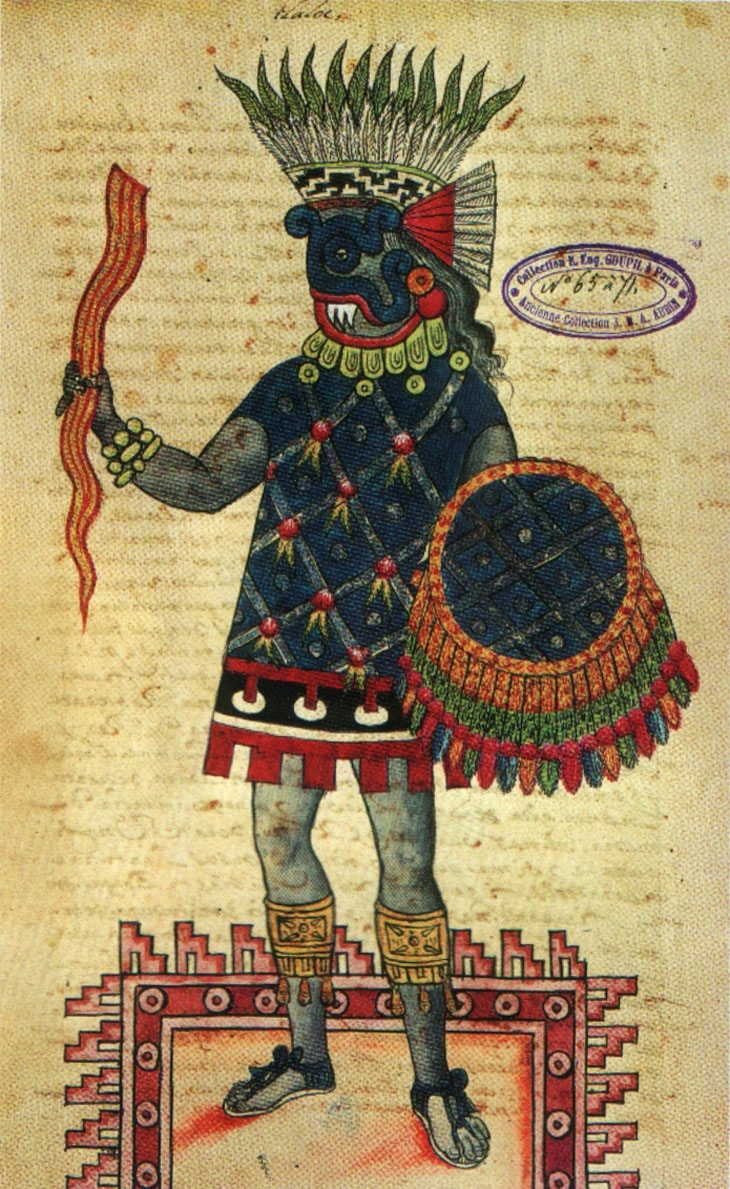
Tlaloc – przedstawienie z XVII w.
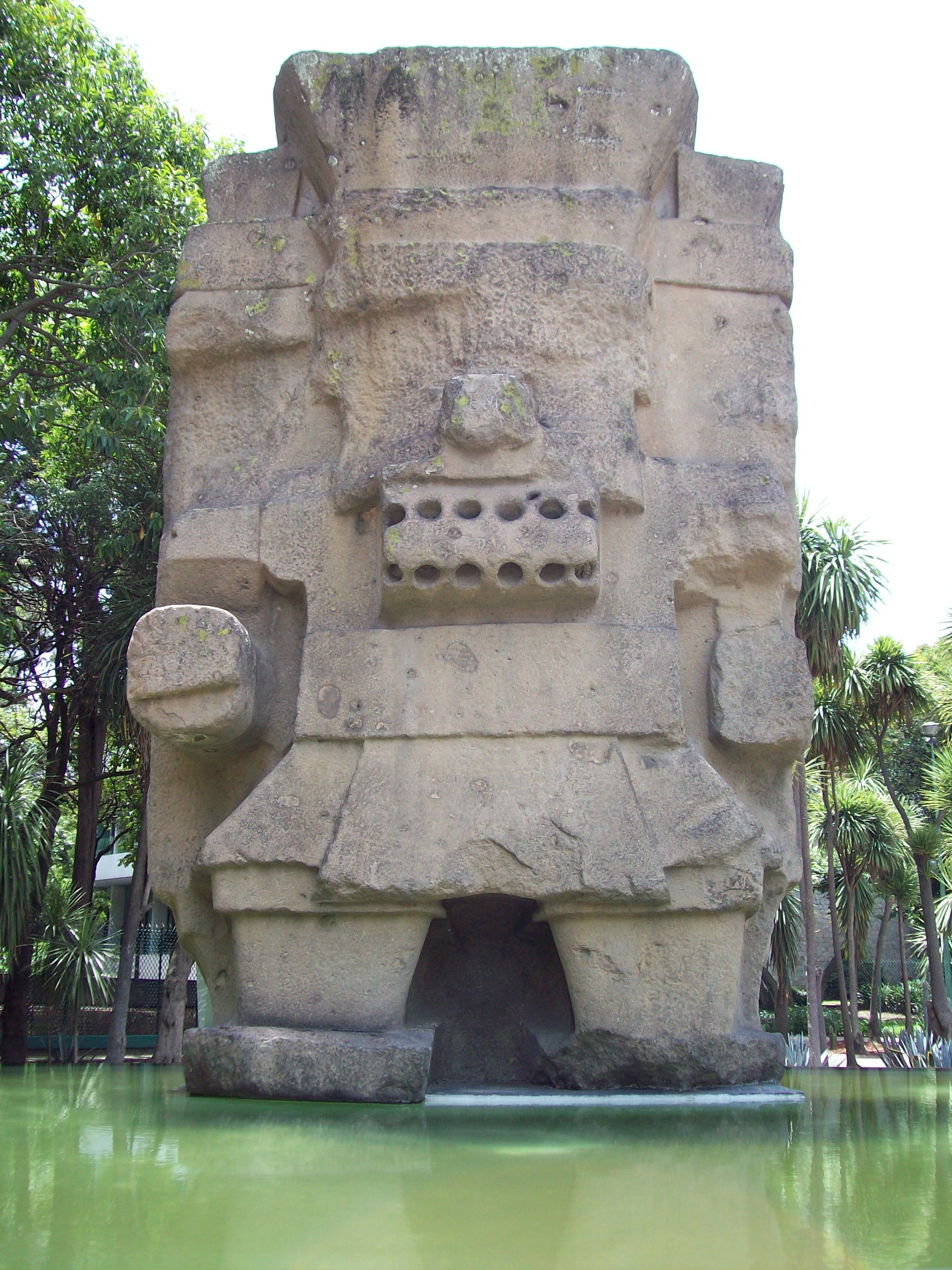
Posąg Tlaloca przed Narodowym Muzeum Antropologii i Historii w mieście Meksyk